# David Tiva Kapu
David Tiva Kapu – salomoński polityk i duchowny anglikański, gubernator generalny Wysp Salomona od 7 lipca 2024. 
Ukończył Pacific Theological College, uzyskując tytuł magistra teologii. Pracował jako wykładowca w seminarium w Kohimarama (Bishop Patteson Theological College). 17 czerwca 2024 nominowany jako kandydat na gubernatora generalnego (był jedynym kandydatem). Swoją kadencję rozpoczął 7 lipca 2024.